# Pico de la Maladeta
Pico de la Maladeta – szczyt w Pirenejach Zachodnich. Leży w Hiszpanii, w prowincji Huesca, w regionie Aragonia, blisko granicy z Francją. Należy do podgrupy Benasque w Pirenejach Centralnych.
Pierwszego wejścia dokonał Friedrich Parrot w 1817 r.